# مایلز پیش رو (فیلم ۲۰۱۵)
مایلز پیش رو یک فیلم آمریکایی است که در سال ۲۰۱۵ در ژانر بیوگرافی توسط دان چیدل ساخته شده است.
این فیلم از زندگی موسیقیدان مایلز دیوییس برگرفته شده است.

## بازیگران
- دان چیدل در نقش مایلز دیویس
- امیاتی کورینالدی به عنوان فرانسیس تیلور
- یوان مک‌گرگور به عنوان دیو برادن
- مایکل استلبرگ
- کیت استنفیلد به عنوان جونیور
- لیون استین به جاستین
- جفری گرور به عنوان گیل ایوانز
- جاشوا یسن به عنوان بیل ایوانز
- ترون قهوه‌ای به عنوان هربیه هنکوک

## تولید
فیلمبرداری در تاریخ ۷ ژوئیه ۲۰۱۴ در سین سیناتی، اوهایو آغاز شد و اولین عکس تبلیغاتی از آن فیلم منتشر شد. فیلمبرداری در ۱۶ اوت ۲۰۱۴ به پایان رسید.

## انتشار
در ماه اوت ۲۰۱۵، سونی پیکچر کلاسیک حقوق توزیع این فیلم را به دست آورد. این فیلم همچنین عنوان برتر در جشنواره فیلم نیویورک در ۱۰ اکتبر ۲۰۱۵ را نیز به دست آورده است.